# Сперматозоид

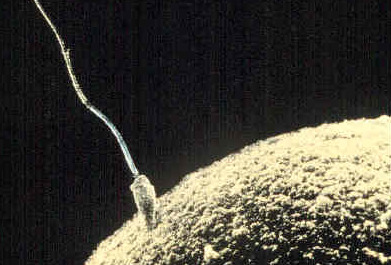
Сперматозоид и яйцеклетка в момент оплодотворения

Сперматозо́ид (от др.-греч. σπέρμα род. п. σπέρματος здесь «сперма» + ζωή «жизнь» + εἶδος «вид, облик», лат. spermatozoon, spermium) — мужская половая клетка (гамета) размножающихся посредством оогамии организмов. Сперматозоиды обычно обладают способностью к активному движению и служат для оплодотворения женской гаметы — яйцеклетки. Обычно они значительно меньше яйцеклеток, поскольку не содержат столь значительного количества цитоплазмы и производятся организмом одновременно в значительном количестве.
Типичное строение сперматозоида отражает форму общего предка животных и грибов: одноклеточный ядерный организм, передвигающийся за счёт жгутика в задней части, используя его подобно хвосту. Обширная группа происходящих от него организмов включает в себя животных, большинство грибов и некоторые группы протистов и называется кланом заднежгутиковых. У большинства других жгутиковых эукариот жгутик спереди.
В широком смысле слова по традиции сперматозоидами иногда называют мужские половые клетки также у растений, к ним применяют также термины спермии или антерозоиды (их применяют также к традиционно сближавшимся с растениями грибам).

## Сперматозоиды у животных

### Разнообразие сперматозоидов у животных
У разных видов животных сперматозоиды устроены по-разному, однако, общие черты строения всё же имеются. У типичного сперматозоида позвоночных животных выделяют головку, среднюю часть и хвост (жгутик).
В головке расположено гаплоидное ядро (несущее хромосомы), акросома (несущая литические ферменты, необходимые для растворения оболочки яйцеклетки) и центриоль, которая формирует цитоскелет жгутика. Между головкой и средней частью находится сужение клетки, так называемая шейка. В средней части располагается митохондрион — гигантская спиральная митохондрия. Жгутик служит для движения сперматозоида.
У большинства животных сперматозоид имеет типичное строение, описанное выше. Но встречаются исключения. Количество жгутиков может быть больше одного. Так, у аквариумной рыбы тетрадон сперматозоиды несут по два жгутика. У некоторых ракообразных сперматозоиды несут по нескольку жгутиков. У круглых червей сперматозоиды вообще лишены жгутиков (в ходе эволюции все клетки этого типа животных утратили реснички и жгутики), они имеют амебоидную форму и передвигаются с помощью ложноножек. У тритона хвост несёт «ундулирующую мембрану» (плавник). Головки сперматозоидов очень разнообразны. У человека головка сперматозоида яйцевидная, сплющенная с боков. У мышей и крыс — в форме крючка. У низших ракообразных бывают шарообразные сперматозоиды. У некоторых сумчатых животных сперматозоиды сдвоенные и движутся в паре, при этом синхронно бьют хвостами. Разделение происходит непосредственно перед оплодотворением яйцеклетки.
Сперматозоиды имеют микроскопические размеры, как правило, длина сперматозоида от нескольких десятков до нескольких сотен микрометров. Размеры сперматозоидов также сильно варьируют и не коррелируют с размером взрослого животного. Например, сперматозоиды мыши крупнее сперматозоидов человека в 1,5 раза. А сперматозоиды тритона крупнее сперматозоидов человека в несколько раз.

### Сперматозоиды человека

#### Открытие сперматозоидов
Впервые сперматозоиды были описаны голландским микроскопистом Антони ван Левенгуком в 1677 году. По признанию самого Левенгука, о «семенных зверьках» (так назвал их Левенгук) ему сообщил его друг, студент-медик Иоганн Гам (Johan Ham). И хотя формально открытие сперматозоидов принадлежит Гаму, детально рассмотрел, зарисовал и описал сперматозоиды Левенгук. Первыми были открыты сперматозоиды человека, вскоре Левенгук описал сперматозоиды многих животных. Левенгук сразу высказал предположение, что «семенные зверьки» участвуют в зачатии, о чём сообщил специальным письмом в Британское Королевское научное общество. Однако на протяжении ещё почти века в науке доминировала точка зрения, что сперматозоиды являются паразитическими организмами в сперме, а оплодотворяет сама семенная жидкость. Роль сперматозоидов в оплодотворении была доказана итальянским естествоиспытателем Ладзаро Спалланцани. Термин «сперматозоид» появился только в начале XIX века. Его ввёл академик Петербургской Академии наук, немец по происхождению Карл Эрнст фон Бэр.
Синонимы, этимология
В источниках на русском языке, особенно в старых, могут встречаться названия синонимы: спермий, живчик, семенная нить, семенные тельца.
Современное название происходит от «сперматических животных», открытых Левенгуком и Гамом, и вначале считавших их отдельными живыми существами, носителями сформированного зародыша (от spermatozoa, семя (spermatos) + живое существо (zoon) + вид (eidos)).

#### Строение и функция

Строение сперматозоида

Сперматозоид человека — это специализированная клетка, строение которой позволяет ей выполнить свою функцию: преодолеть половые пути женщины и проникнуть в яйцеклетку, чтобы внести в неё генетический материал мужчины. Сперматозоид, сливаясь с яйцеклеткой, оплодотворяет её.
В организме человека сперматозоид является самой маленькой клеткой тела (если учитывать только саму головку без хвостика). Общая длина сперматозоида у человека равна приблизительно 55 мкм. Головка составляет приблизительно 5,0 мкм в длину, 3,5 мкм в ширину и 2,5 мкм в высоту, средний участок и хвостик — соответственно, приблизительно 4,5 и 45 мкм в длину.
Малые размеры, вероятно, необходимы для быстрого движения сперматозоида. Для уменьшения размера сперматозоида при его созревании происходят специальные преобразования: ядро уплотняется за счёт уникального механизма конденсации хроматина (из ядра удаляются гистоны, и ДНК связывается с белками-протаминами), большая часть цитоплазмы выбрасывается из сперматозоида в виде так называемой «цитоплазматической капли», остаются только самые необходимые органеллы.
Сперматозоид мужчины имеет типичное строение и состоит из головки, средней части и хвоста.
Головка сперматозоида человека имеет форму эллипсоида, сжатого с боков, с одной из сторон имеется небольшая ямка, поэтому иногда говорят о «ложковидной» форме головки сперматозоида у человека. В головке сперматозоида располагаются следующие клеточные структуры:
- Ядро, несущее одинарный набор хромосом. Такое ядро называют гаплоидным. После слияния сперматозоида и яйцеклетки (ядро которой также гаплоидно) образуется зигота — новый диплоидный организм, несущий материнские и отцовские хромосомы. При сперматогенезе (развитии сперматозоидов) образуются сперматозоиды двух типов: несущие X-хромосому и несущие Y-хромосому. При оплодотворении яйцеклетки X-несущим сперматозоидом формируется эмбрион женского пола (Y-несущим=мужского). Ядро сперматозоида значительно мельче ядер других клеток, это во многом связано с уникальной организацией строения хроматина сперматозоида (см. протамины). В связи с сильной конденсацией хроматин неактивен — в ядре сперматозоида не синтезируется РНК.
- Акросома — видоизменённый аппарат Гольджи — мембранный пузырёк, несущий ~ 15 литических ферментов  (главный=акрозин) — вещества, растворяющие оболочку яйцеклетки. Акросома занимает около половины объёма головки и по своему размеру приблизительно равна ядру. Она лежит спереди от ядра и покрывает собой половину ядра (поэтому часто акросому сравнивают с шапочкой). При контакте с яйцеклеткой акросома выбрасывает свои ферменты наружу и растворяет небольшой участок оболочки яйцеклетки, благодаря чему образуется небольшой «проход» для проникновения сперматозоида.
- Центросома — центр организации микротрубочек, который обеспечивает движение хвоста сперматозоида, а также предположительно участвует в сближении ядер зиготы и первом клеточном делении зиготы.

Позади головки располагается так называемая «средняя часть» сперматозоида. От головки среднюю часть отделяет небольшое сужение — «шейка». Позади средней части располагается хвост. Через всю среднюю часть сперматозоида проходит цитоскелет жгутика, который состоит из микротрубочек. В средней части вокруг цитоскелета жгутика располагается митохондрион, состоящий из 28 митохондрий. Митохондрион имеет спиральную форму и как бы обвивает цитоскелет жгутика. Митохондрион выполняет функцию синтеза АТФ и тем самым обеспечивает движение жгутика.
Хвост, или жгутик, расположен за средней частью. Он тоньше средней части и значительно длиннее её. Хвост — орган движения сперматозоида. Его строение типично для клеточных жгутиков эукариот.

#### Движение сперматозоидов человека
Сперматозоид человека движется при помощи жгутика. Во время движения сперматозоид обычно вращается вокруг своей оси. Скорость движения сперматозоида человека может достигать 0,1 мм в сек. или более 30 см в час. У женщины приблизительно через 1—2 часа после коитуса с эякуляцией первые сперматозоиды достигают ампулярной части фаллопиевой трубы (той части, где происходит оплодотворение).
В организме мужчины сперматозоиды находятся в неактивном состоянии, движения жгутиков у них незначительны. Перемещение сперматозоидов по половым путям мужчины (семенные канальцы, проток эпидидимиса, семявыносящий проток) происходит пассивно за счёт перистальтических сокращений мышц протоков и биения ресничек клеток стенок протоков. Сперматозоиды приобретают активность после эякуляции за счёт воздействия на них ферментов простатического сока.
Движение сперматозоидов по половым путям женщины является самостоятельным и осуществляется против движения жидкости. Для осуществления оплодотворения сперматозоидам необходимо преодолеть путь длиной около 20 см (цервикальный канал — около 2 см, полость матки — около 5 см, фаллопиева труба — около 12 см).
Среда влагалища является губительной для сперматозоидов, семенная жидкость нейтрализует влагалищные кислоты и частично подавляет действие иммунной системы женщины против сперматозоидов. Из влагалища сперматозоиды движутся по направлению к шейке матки. Направление движения сперматозоид определяет, воспринимая pH окружающей среды. Он движется по направлению уменьшения кислотности; pH влагалища — около 6,0; pH шейки матки — около 7,2. Как правило, большая часть сперматозоидов не способна достичь шейки матки и погибает во влагалище (по критериям ВОЗ, используемым в посткоитальном тесте, спустя 2 часа после коитуса во влагалище не остаётся живых сперматозоидов). Прохождение канала шейки матки является для сперматозоидов сложным из-за наличия в нём цервикальной слизи. После прохождения шейки матки сперматозоиды оказываются в матке, среда которой благоприятна для сперматозоидов, в матке они могут достаточно долго сохранять свою подвижность (отдельные сперматозоиды — до 3—4 дней). Среда матки оказывает на сперматозоиды активирующее действие, их подвижность значительно возрастает. Это явление получило название «капацитация». Для успешного оплодотворения в матку должно проникнуть не менее 10 млн сперматозоидов. Из матки сперматозоиды направляются в фаллопиевы трубы, направление к которым и внутри которых сперматозоиды определяют по току жидкости. Показано, что сперматозоиды обладают реотаксисом, то есть способностью двигаться против течения. Ток жидкости в фаллопиевой трубе создают реснички эпителия, а также перистальтические сокращения мышечной стенки трубы. Большая часть сперматозоидов не может достичь конца фаллопиевой трубы — так называемой «воронки», или «ампулы», где происходит оплодотворение. Из нескольких миллионов сперматозоидов, вошедших в матку, лишь несколько тысяч достигают ампулярной части фаллопиевой трубы. Каким образом сперматозоид человека разыскивает яйцеклетку в воронке фаллопиевой трубы, остаётся неясным. Доказано наличие у сперматозоидов человека хемотаксиса — движения по направлению к аттрактантам, выделяемым яйцеклеткой. 
Наблюдения in vitro показывают, что движение сперматозоидов является сложным — сперматозоиды способны обходить препятствия и осуществлять активный поиск.

#### Продолжительность жизни сперматозоидов человека
После периода созревания, составляющего около 64 дней, сперматозоид может сохраняться в организме мужчины до месяца. В эякуляте они способны выжить в зависимости от условий среды (свет, температура, влажность) до 24 часов. Во влагалище сперматозоиды погибают в течение нескольких часов. 

## Сперматозоиды в растительном мире
В большинстве случаев сперматозоиды растений очень мелкие; исключение — сперматозоиды саговников: у некоторых видов они видны невооружённым глазом, достигая в диаметре 0,3 мм. Ядро у сперматозоидов растений обычно крупное, с небольшим количеством цитоплазмы.
Сперматозоиды растений также называют антерозоидами. Орган растений, в котором образуются сперматозоиды, называется антеридием.

## Анабиоз в ветеринарии
Благодаря анабиозу расход энергетических ресурсов на процессы жизнедеятельности спермиев и накопление продуктов метаболизма резко тормозятся, что увеличивает срок их жизни вне организма. Поэтому это явление широко используют в искусственном осеменении. В настоящее время известно несколько методов создания искусственного анабиоза спермиев:
- Понижение температуры до 2—4 градусов Цельсия.
- Глубокое охлаждение спермиев(до −196 градусов Цельсия).
- Снижение рН спермы до 6,3—6,4 применением органических кислот.
- Применение химических ингибиторов метаболических процессов в спермиях.[10]